# دانيال بيف
دانيال بيف (بالبلغارية: Даниел Пеев)‏ (6 أكتوبر 1984 بصوفيا في بلغاريا - ) هو لاعب كرة قدم بلغاري في مركز الوسط. لعب مع سلافيا صوفيا وليفسكي صوفيا ونادي أوسييك ونادي لوكوموتيف صوفيا وPFC Pirin Blagoevgrad ‏ ورودوبة سموليان ‏ وسبارتاك سيماي ‏.

## وصلات خارجية
- دانيال بيف على موقع قاعدة بيانات كرة القدم.إي يو (الإنجليزية)
- دانيال بيف على موقع Soccerway.com (الإنجليزية)